# Gardenia propinqua
Gardenia propinqua är en måreväxtart som beskrevs av John Lindley. Gardenia propinqua ingår i släktet Gardenia och familjen måreväxter. Inga underarter finns listade i Catalogue of Life.